# سنجابک دم‌موشی
سنجابک دم موشی (نام علمی: Myomimus personatus) نام یک گونه از تیره موش زمستان‌خواب است.